# Lucien Hubert

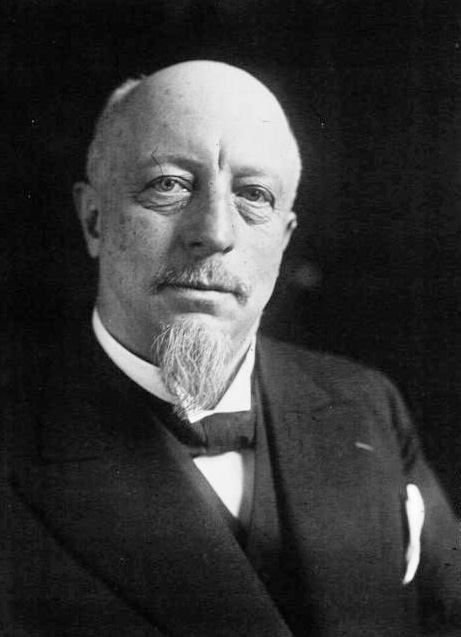
Lucien Hubert in 1929

Lucien Hubert (Le Chesne, 27 augustus 1868 - Charleville, 18 mei 1938) was een Frans politicus.

## Biografie
Lucien Hubert werd op 27 augustus 1868 geboren in Le Chesne, in het departement Ardennes (Noord-Frankrijk). Van 1897 tot 1912 was hij voor het departement Ardennes lid van de Kamer van Afgevaardigden (Chambre des Députés) en van 1912 tot 1938 vertegenwoordigde hij hetzelfde departement in de Senaat (Sénat). 
Lucien Hubert was van 3 november 1929 tot 21 februari 1930 minister van Justitie, Grootzegelbewaarder en vicepremier in het kabinet-Tardieu I.
Lucien Hubert overleed op 69-jarige leeftijd.